# 最後一戰2
《最後一戰2》（英語：Halo 2）是一款2004年的第一人稱射擊遊戲，由Bungie開發，微軟遊戲工作室在Xbox平台上發行。該遊戲是《最後一戰系列》的第二部作品，以及是2001年備受好評的《最後一戰：戰鬥進化》的續作。在《最後一戰2》故事模式中，玩家要扮演超級士兵士官長，偶爾也扮演一個叫做神風烈士的外星人，介入26世紀聯合國太空司令部（United Nations Space Command）、種族滅絕的星盟和寄生蟲族之間的衝突中。
續作是《最後一戰3》，於2007年9月發售。
2007年發佈了Windows Vista的遊戲移植版，隨後在2014年發佈高清重製版，納入《最後一戰：士官長合輯》的一部分。

## 劇情
遊戲共有12道关卡，并採用雙重故事發展。新主角曾是一名精英艦長，因未能消滅人類艦隊、保护环带（即“04装置”，Installation 04）而被革職，并受到议会和先知的审判，后经先知秘密授权，成为本族的神風烈士（Arbiter）。該主角的设计讓玩家能從精英的角度檢視星盟。
故事開始於士官長破壞04环带後一個月，士官長回到地球。另外一边，負責消滅人類的星盟終極正義艦隊艦長被革職，受星盟唾罵，他的死刑因先知要求而被暫時撤銷，並被封為神風烈士。此后，由于駐守在04环带附近氣體行星內的星盟部隊宣布叛變，成立異教並與星盟的宗教分庭抗禮，神風烈士被派往前去击毙異教徒的首領。
士官長回來不久，星盟舰队首次入侵地球。但這次派出的軍隊规模比以往少，星盟並不知道地球是人類的家園，目標是尋找先行者遺跡，所以很快被擊退，以超空間離開，人類緊隨其後，發現了新的環帶——05环带。
《最後一戰2》增加了幾種新的交通工具和武器，增加了先知、鬼面獸和兵蜂3種敵人，並且增強了遊戲的人工智能系統，它们搶奪交通工具的能力更强。Bungie重寫了原有的Halo遊戲引擎，並对物理引擎有所改進，採用正規映射和HDR技術的光暈效果。
透過Bungie.net的追蹤，可評價每一場線上比賽（類似暴雪的Battle.Net）。最後一戰2除了支援XBOX LIVE以外，還可以切割畫面，進行多人遊戲。
這款遊戲在銷售首日就為微軟帶來超過12億美元的收入，從發行至今銷售超過700萬份。由微軟與Bungie共同開發的電腦版《最後一戰2》在2007年推出，只能在Windows Vista, Windows 7, Windows 8上遊玩。

## 宣发

### 促销
2002年9月，官方宣布预计于2003年节假日推出一支《光环2》正式预告片。2003年5月，微软于E3展会上公布了游戏试玩片段。作为微软方面的王牌，《光环2》太出色、亮眼，这让记者们认为展出的只是微软提前录制好的片段。在接踵而至宣布的游戏延期后，《光环2》推迟到2004年第一季度发售，继而又推脱到年末假日。2004年E3最终敲定于11月9日发行，而彼时游戏的多人模式已经能够正常演示。有趣的事，当时微软执行官彼得·摩尔卷起他的袖子，展示手臂上的发售日纹身。

### 销量
2004年11月9日，《光环2》在加拿大、美国、澳大利亚和新西兰发售。游戏发售三周前超过150万的预订打破了记录。夜幕笼罩下，在北美7000多个商店门前是成群结对的玩家们，到处灯火通明、人声鼎沸。11月10日，游戏在法国和部分其他欧洲地区发售；11月11日，游戏在英国、日本与更多地方发售。游戏提供8种语言选择，共计售27个国家。
在《光环2》发售的最初24小时内，销量达到了240万份，创造了1.25亿美元的营收。盛大的发售活动超越了电影加勒比海盗2：聚魂棺的票房营收，为娱乐产业持续刷新着最高记录。《光环2》在英国首周表现是260万份，登顶本土最畅销游戏第三名；在北美取得本土最畅销游戏第二名（最畅销游戏之头筹被《侠盗猎车手：圣安地列斯》收入囊中），全年共计售出420万份。
《光环2》成为当时Xbox Live上最热门的游戏。直到两年后《战争机器》发售，这项荣耀才被替代。在发售的最初十周内，玩家在线时长总计9100万小时。到2006年6月，Xbox Live上的《光环2》游戏场次累计达到5亿场；Xbox Live在线时长超过7.1亿小时。至2007年，超过500万位玩家体验过这款游戏。《光环2》是初代Xbox最畅销的游戏，北美地区销量达到630万份，全球出售共计846万份。

## 發售版本
《最後一戰2》發售兩個不同版本，分別是普通版及限量版：普通版以普通XBOX遊戲包裝發售，只有一張遊戲光碟和說明書。珍藏版採用特別設計的金屬盒裝，內容增加一張DVD、額外的手冊和特製說明書（内容包括對星盟的看法）。

## 外部連結
- （英文）Bungie.net上的Halo2官方網站 （页面存档备份，存于）
- （英文）Xbox.com上的Halo2 （页面存档备份，存于）
- （繁體中文）Xbox.com（台灣）上的Halo 2 （页面存档备份，存于）